# Trophée de France 1910
Navigation
Trophée de France 1909 Trophée de France 1911
Le Trophée de France 1910 est la 4e édition du Trophée de France, une compétition de football de fin de saison organisée par le Comité français interfédéral entre les champions de chaque fédération qui le compose.
La compétition est remportée par le Patronage Olier, champion de la Fédération gymnastique et sportive des patronages de France, qui bat le Club athlétique de Vitry, champion de la Fédération cycliste et athlétique de France.

## Participants
| Club                     | Ville           | Fédération                                                          |
| ------------------------ | --------------- | ------------------------------------------------------------------- |
| Club athlétique de Vitry | Vitry-sur-Seine | Fédération cycliste et athlétique de France (FCAF)                  |
| Patronage Olier          | Paris           | Fédération gymnastique et sportive des patronages de France (FGSPF) |

## Compétition
Le match a lieu le dimanche 29 mai 1910,.
| Finale               | Patronage Olier | 2 – 0   | CA Vitry |                                          |                                          |
| Dimanche 29 mai 1910 | Maës 51e · Darlavoix 81e (csc)                                                                                         | (0 – 0) | | Spectateurs : 800 Arbitrage : M. MacCabe | Spectateurs : 800 Arbitrage : M. MacCabe |
| Dimanche 29 mai 1910 | G. Laplace - Tossier, E. Vuillemot - F. Carlier, J. Maillard, J. Récamier - J. du Roure, Maës, J. Carlier, M. Monnerot | Équipes | Chasselin - Ch. Darlavoix, Sollier - Georges, Vascout, Spaiser - Moreau, Jourde, Boutefoy, Bergeron, Bourgenno | Spectateurs : 800 Arbitrage : M. MacCabe | Spectateurs : 800 Arbitrage : M. MacCabe |